# Pseudomeloe
Pseudomeloe là một chi bọ cánh cứng trong họ Meloidae.
Chi này được miêu tả khoa học năm 1863 bởi Fairmaire & Germain.

## Các loài
Các loài trong chi này gồm:
- Pseudomeloe andensis (Guérin-Méneville, 1842)
- Pseudomeloe anthracinus (Fairmaire & Germain, 1860)
- Pseudomeloe araneipes Borchmann, 1930
- Pseudomeloe baeri Fairmaire, 1903
- Pseudomeloe brevicornis Denier, 1921
- Pseudomeloe bruchi Borchmann, 1912
- Pseudomeloe caligatus Borchmann, 1930
- Pseudomeloe cancellatus (Solier in Gay, 1851)
- Pseudomeloe chiliensis (Guérin-Méneville, 1830)
- Pseudomeloe cockerelli Escomel, 1926
- Pseudomeloe collegialis (Audouin in Guérin-Méneville, 1835)
- Pseudomeloe costipennis (Solier in Gay, 1851)
- Pseudomeloe escomeli Denier, 1911
- Pseudomeloe espostoi Escomel, 1917
- Pseudomeloe excavatus (Leach, 1815)
- Pseudomeloe flavipennis (Philippi, 1864)
- Pseudomeloe flavomaculatus Borchmann, 1930
- Pseudomeloe gracilior Fairmaire, 1903
- Pseudomeloe guttulatus Fairmaire, 1903
- Pseudomeloe haemopterus (Philippi, 1864)
- Pseudomeloe homonyma Blackwelder, 1945
- Pseudomeloe hornioides Denier, 1921
- Pseudomeloe humeralis (Guérin-Méneville, 1842)
- Pseudomeloe klugi (Brandt & Erichson, 1832)
- Pseudomeloe larroussei Denier, 1921
- Pseudomeloe magellanicus Fairmaire, 1883
- Pseudomeloe miniaceomaculatus (Blanchard, 1846)
- Pseudomeloe ogloblini Martnez, 1954
- Pseudomeloe parvus (Solier in Gay, 1851)
- Pseudomeloe picipes (Fairmaire & Germain, 1860)
- Pseudomeloe pictus (Philippi, 1864)
- Pseudomeloe porteri Denier, 1934
- Pseudomeloe postulatus (Erichson, 1847)
- Pseudomeloe rotundicollis Denier, 1934
- Pseudomeloe roubaudi Escomel, 1923
- Pseudomeloe sanguinipennis Borchmann, 1912
- Pseudomeloe sannguinolentus (Solier in Gay, 1851)
- Pseudomeloe saulcyi (Guérin-Méneville, 1834)
- Pseudomeloe sexguttatus Sharp in Whymper, 1891
- Pseudomeloe stenopterus (Erichson, 1847)
- Pseudomeloe sulcifrons Fairmaire, 1903
- Pseudomeloe superbus Denier, 1934
- Pseudomeloe titschacki Borchmann, 1941
- Pseudomeloe unicolor Borchmann, 1930
- Pseudomeloe venosulus Fairmaire, 1883
- Pseudomeloe vianai Martnez, 1951